# Aubrey Plaza
Aubrey Christina Plaza (sinh ngày June 26 tháng 6, 1984) là một nữ diễn viên, nghệ sĩ hài, nhà sản xuất người Mỹ.